# Peteranec
Peteranec är en ort i Kroatien.   Den ligger i länet Koprivnica-Križevcis län, i den nordöstra delen av landet, 80 km nordost om huvudstaden Zagreb. Peteranec ligger 126 meter över havet och antalet invånare är 1 538.
Terrängen runt Peteranec är platt. Runt Peteranec är det ganska tätbefolkat, med 52 invånare per kvadratkilometer. Närmaste större samhälle är Koprivnica, 5,9 km sydväst om Peteranec. Trakten runt Peteranec består till största delen av jordbruksmark.